# Brachyceratops
Brachyceratops is een geslacht van uitgestorven plantenetende ornithischische dinosauriërs, behorend tot de groep van de Ceratopia, dat tijdens het Laat-Krijt leefde in het gebied van het huidige Noord-Amerika. De enige benoemde soort is Brachyceratops montanensis.
De naam is in 1914 gegeven aan fossiel materiaal van jonge dieren waarvan de volwassen vorm misschien onder een andere naam beschreven is.

## Vondst en naamgeving
In augustus 1913 verrichtte Charles Whitney Gilmore opgravingen in Montana in Teton County op het gebied van de Blackfoot. Zijn assistent John Floyd Strayer vond nabij de Milk River een vindplaats waar hij op twee meter in het vierkant vijf skeletten van jonge ceratopiërs ontdekte. Op dat moment waren dit de kleinste ceratopische exemplaren die bekend waren. Tegenwoordig begrijpen we dat het vermoedelijk om een jeugdgroep gaat maar Gilmore legde het verband niet ofschoon hij wel besefte dat het om onvolwassen dieren ging.

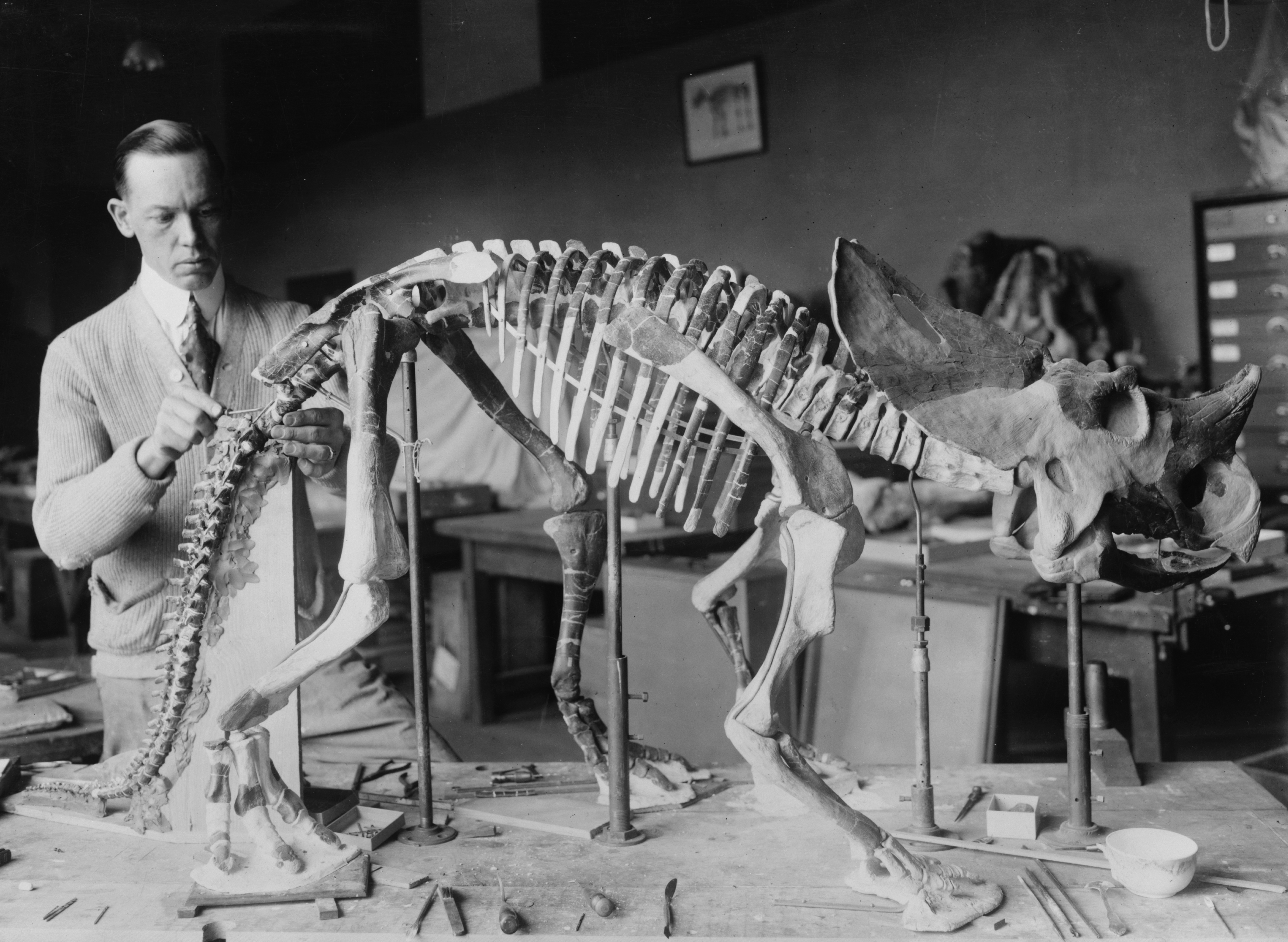
Norman Ross restaureert een van de exemplaren

In 1914 benoemde en beschreef Gilmore de vondst als de typesoort Brachyceratops montanensis. De geslachtsnaam is afgeleid van het Klassiek Griekse βραχύς, brachys, 'kort', κέρας, keras, 'hoorn' en ὤψ, oops, 'gezicht', een verwijzing naar het feit dat de soort een ceratopiër betreft met een korte schedel. De soortaanduiding verwijst naar de herkomst uit Montana.
Het holotype USNM 7951 is gevonden in een laag van de Two Medicine Formation die dateert uit het Laat-Campanien, ongeveer 74 miljoen jaar oud. Het bestaat uit de best bewaarde schedel onder de exemplaren, die overigens niet in verband gevonden werd; onder de fossielen vormden alleen drie staarten een aaneengesloten reeks. De paratypen zijn USNM 7952, een snuit, USNM 7953, een gedeeltelijke schedel met gedeeltelijk skelet en USNM 7957, een voet. De andere botten werden apart genummerd en toegeschreven, waaronder USNM 7950, een stuk wandbeen dat het grootste individu vertegenwoordigt, ongeveer de helft langer dan de andere. In 1917 wijdde Gilmore aan hele monografie aan de soort. In 1939 verwees Gilmore een tweede vondst aan de soort, specimen USNM 14765, een gedeeltelijk skelet met schedel van een groter exemplaar.

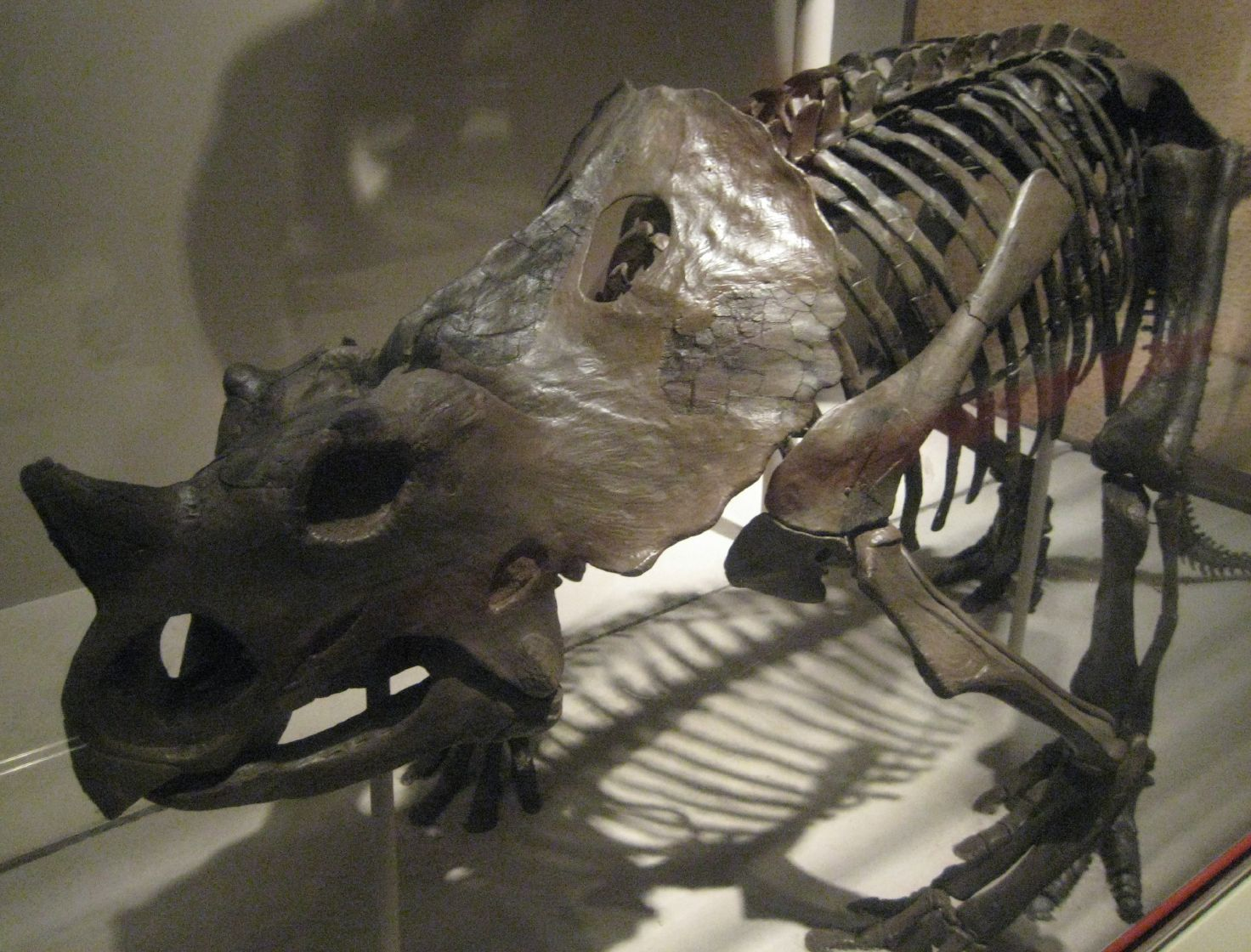
Het opgestelde exemplaar in het Smithsonian

Latere onderzoekers meenden eerst vaak dat Brachyceratops het jong was van Monoclonius en later dat van Styracosaurus ovatus, een soort uit dezelfde formatie. Nadat die laatste soort in 2010 een eigen geslacht Rubeosaurus geworden was, werd in 2011 USNM 14765 door Andrew McDonald daaraan toegewezen. McDonald stelde echter dat het holotype van Brachyceratops vanwege de jonge leeftijd een nomen dubium was; het zou door de geringe rijping onmogelijk zijn dat de verwantschap met een volwassen vorm werd vastgesteld. Anders zou Rubeosaurus als een jonger synoniem van Brachyceratops een ongeldige naam zijn.

## Beschrijving
De volwassen grootte van Brachyceratops is onzeker; hij bedraagt zo'n vijf meter als Rubeosaurus inderdaad het volgroeide dier vertegenwoordigt. De jonge exemplaren zijn zo'n twee meter lang. Eén skelet is gerestaureerd met een lengte van 206 centimeter; de schedel heeft een lengte van 565 millimeter, het dijbeen ervan is 337 millimeter lang. Juveniele trekken zijn de gedrongen hoge schedel, de zeer korte snuit, het ontbreken van epoccipitalia op het nekschild, een kleine neushoorn waarvan de twee helften niet vergroeid zijn en kleine wenkbrauwhoorns. Die laatste hebben een lengte van eenendertig millimeter. Het nekschild heeft een scherpe verhoogde middenlijn. Er staan twintig tanden in de bovenkaak en zeventien in de onderkaak. Het scheenbeen is vrij kort met tachtig procent van de lengte van het dijbeen. De staart telt vijftig wervels.

## Fylogenie
Brachyceratops werd door Gilmore in 1917 in de Ceratopidae geplaatst. Het is daarbinnen vermoedelijk een lid van de Centrosaurinae.

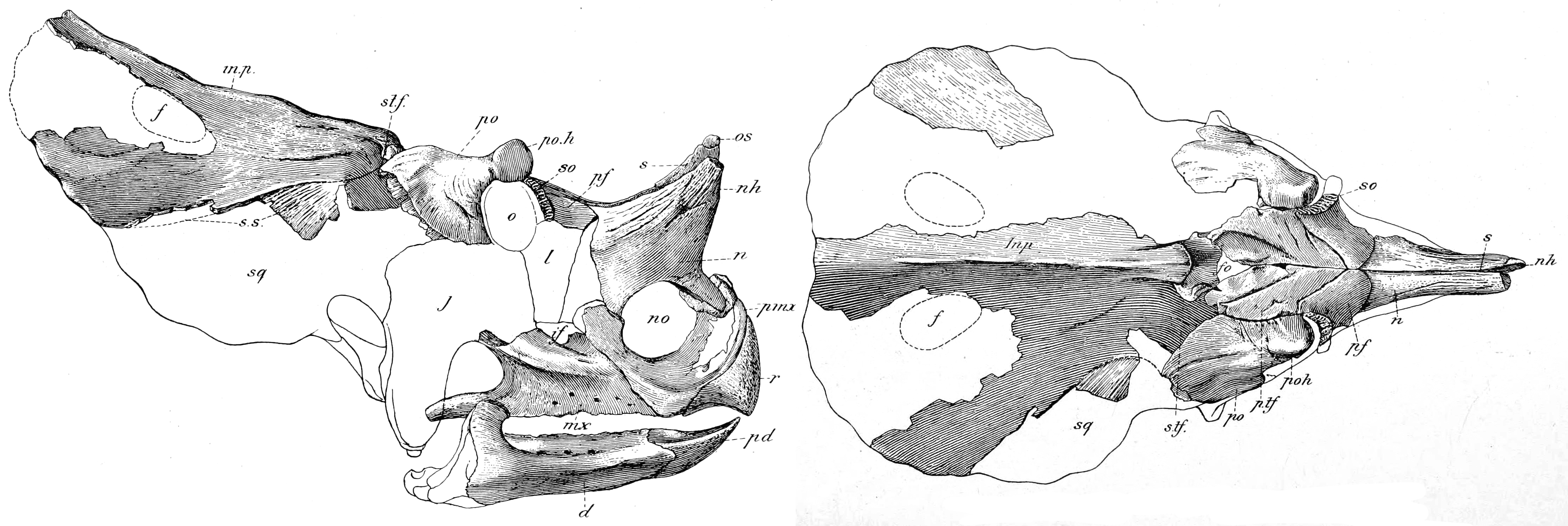
Het holotype